# Julien Berthier
Julien Berthier (* 1975 in Besançon, Frankreich) ist ein französischer Zeichner, Bildhauer und Installationskünstler. 

## Leben und Werk

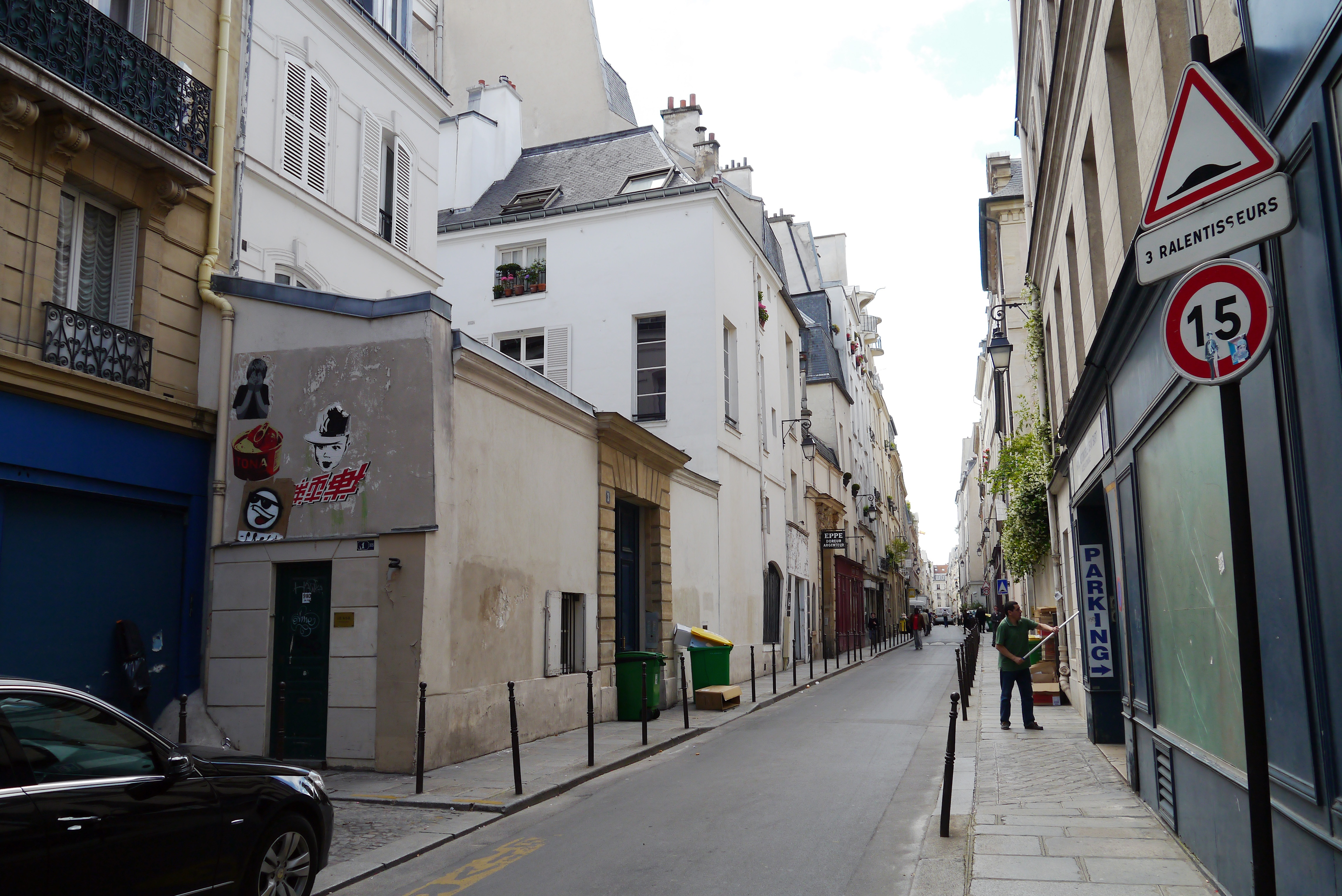
Les Specialistes (links) in der rue Chapon 1B, Paris

Julien Berthier besuchte die École nationale supérieure des beaux-arts in Paris und ist seit dem Anfang der 2000er Jahre international tätig. Der Künstler lebt und arbeitet in Paris und Aubervilliers und ist primär im Bereich der Kunst im öffentlichen Raum beschäftigt. Zu den bekanntesten Werken Berthiers zählen die mit dem Künstler Simon Boudvier 2006 realisierte Installation Les Specialistes, einer illegal montierten, detailgetreuen Nachbildung eines Eingangsportals in der rue Chapon im 3. Pariser Arrondissement und Love Love, eine seetaugliche Jacht, die den Eindruck vermittelt im Moment des Untergangs festgehalten zu sein. 2015 realisierte er am Wiener Graben das Werk Monumental Break, für das er ein fiktives Reiterstandbild aus Bronze dekonstruierte.